# Jo Pestum
Jo Pestum, pseudonimo di Johannes Stumpe (Essen, 29 dicembre 1936 – Billerbeck, 11 agosto 2020), è stato uno scrittore e sceneggiatore tedesco.

## Biografia
Jo Pestum ha studiato pittura presso la Folkwangschule di Essen, dove si è diplomato in restauro e pittura su vetro. Ha viaggiato molto e ha lavorato come operaio edile, barista, sommozzatore e camionista. In seguito ha lavorato per diverse riviste, è stato caricaturista, editore e redattore.
Dal 1970 era uno scrittore indipendente e si occupava anche di film. Viveva a Billerbeck, nella regione di Münsterland, dove scriveva romanzi, libri per bambini, poesie, romanzi gialli, sceneggiature e programmi radiofonici. Era redattore all'Edition Pestum.
Con il nome di Johannes Stumpe ha partecipato al Dortmunder Schriftstellerkongress (congresso degli scrittori) (20-21 maggio 1977) e ha fatto parte del Verband deutscher Schriftsteller. Faceva parte del Partito di Centro Tedesco.

## Opere
La prima serie poliziesca ha come protagonista il commissario Katzbach di Düsseldorf. In seguito, negli anni settanta, ha ideato il personaggio di Luc Lucas, ex ispettore capo di Colonia che si trasferisce a Rabenhof con la famiglia per allevare cavalli. Negli anni ottanta esce la serie in sette volumi dei detective N & K.

### Serie del Commissario Katzbach
- Der Kater jagt die grünen Hunde; Kommissar Katzenbach klärt einen rätselhaften Fall (1968)
- Der Kater und die rote Katze; Neue aufregende Kriminalgeschichten mit Kommissar Katzbach (1969)
- Der Kater spielt Pik-As; Kommissar Katzbach jagt Gauner und Ganoven (1970)
- Wer schiesst auf den Kater?; Kommissar Katzbach greift ein; die neuesten Fälle (1971)
- Der Kater und die schwarzen Kreuze (1974)
- Der Kater und der Ruf im Nebel: Kriminalerzählung (1975)
- Der Kater und die Nacht der Jäger: Kriminalerzählung (1977)
- Whisky für den Kater (1978)
- Der Kater kommt zurück (1987)
- Der Kater zeigt die Krallen (1988)
- Der Kater und die kalten Herzen (1988)
- Der Kater und der Mann aus Eisen (1988)

### Serie di Luc Lucas
- 13 Minuten nach Mitternacht (1975)
- Der Spuk von Billerbeck (1976)
- Das Rätsel der Bananenfresser (1976)
- Die Spur der blauen Drachen (1977)
- Lange Schatten in der Nacht (1977)
- Wenn der Panther schläft (1978)
- Ein Wassermann funkt SOS (1978)
- Der Schrei im Schilf (1979)
- Wenn die Teufelsmaske lacht (1979)
- Ein Falle für den Fuchs (1980)
- Geheimnisvolle Fälle (1999)
- Neue rätselhafte Fälle (2004)

### N & K i detective
Serie di sette volumi, i primi due disponibili anche come radiodrammi.
1. Wer hat den schwarzen Hund gesehn? (1985)
2. Warum schweigt der Schatzsucher? (1985)
3. Was steckt hinter der Geheimtür? (1985)
4. Wer kennt den Weg zum Piratennest? (1985)
5. Wer spukt im alten Wasserschloß? (1986)
6. Warum lacht der rote Drachen? (1986)
7. Wo treffen sich die Geisterreiter? (1987)

### Serie di Paul
La serie di Paul è raccontata in prima persona dal ragazzino stesso, che narra ad esempio il viaggio dal cugino che vive in campagna o la visita della zia Thea e del suo grosso gatto che sembra una tigre.
- Il pirata sul tetto (Der Pirat auf dem Dach, 1986) ISBN 88-7782-147-7
- La tigre della zia Thea (Tante Theas Tiger,1987) ISBN 88-248-0937-5
- Das Monster im Moor (1988)
- Il circo di Zorro (Zorros Zirkus, 1989)

### SerieDer Pferdehof im Münsterland
1. Lenas neue Freunde (1993)
2. Der geheimnisvolle Schimmel
3. Lenas Fahrt zum grossen Fest (1993)
4. Rettet Robinson! (1994)
5. Im Sommerwind (1994)
6. Ein Fohlen für Lena (1995)

### SerieDie Großstadtfüchse
- Die Großstadtfüchse (1993)
- Die Grossstadtfüchse und der Clown (1994)
- Die Grossstadtfüchse und der Hai (1995)
- Die Grossstadtfüchse und der Wolf (2001)
- Die Grossstadtfüchse und der Dieb (2002)
- Die Grossstadtfüchse und der Geist (2002)

### Altri libri per ragazzi
- Pit & Pia (Die Ponyreiter, 1993)
- Jonas il Vendicatore
- Tobi e i Diavoli Rosa

## Riconoscimenti
- 1970: Deutscher Jugendliteraturpreis per Kater und die rote Katze
- 1977: Deutschen Jugendbuchpreises per Zeit der Träume
- 1990: Premio Adolf Grimme per la serie televisiva Brausepulver
- 2001: Rheinischer Literaturpreis Siegburg[1]